# Deadzone (juego Skirmish)
Deadzone es un Juego de mesa de guerra de ciencia ficción skirmish a escala de 28 a 32 mm creado por Mantic Games .

## Contexto
Deadzone comenzó como un proyecto de Kickstarter en 2012 y actualmente se encuentra en su tercera edición. La primera edición fue diseñada por Guy Haley y Jake Thornton y comenzó a enviarse a los patrocinadores en noviembre de 2013. La segunda edición se lanzó en 2016 y la tercera edición del juego se lanzó en septiembre de 2021. El juego está ambientado en el universo ficticio Warpath de Mantic Game, en el que la humanidad se ha extendido por la galaxia y ha establecido una hegemonía entre las estrellas. Las "zonas muertas" del mismo nombre en el título del juego se refieren a mundos abandonados, en cuarentena, bloqueados o prohibidos de otro modo por el consejo gobernante de la galaxia. Los jugadores asumen el papel de una de las diez posibles facciones que luchan por las ruinas de estas zonas muertas para saquear, investigar o cualquier explicación narrativa adecuadamente plausible acorde con los antecedentes de su facción. Si bien la primera edición se enmarcó principalmente en los esfuerzos del consejo galáctico para poner en cuarentena una misteriosa plaga alienígena, el aumento en el número de facciones y sus antecedentes ha significado una expansión en los posibles lugares y escenarios para estos encuentros de escaramuzas.

## Mecánica del juego
El juego se juega en un campo de batalla 3D de 2' x 2' subdividido en "cubos" de 3" por 3". A diferencia de la mayoría de los otros juegos de escaramuzas de mesa, Deadzone prescinde de las cintas métricas y utiliza cubos para medir el movimiento tanto en el eje vertical como en el horizontal. El juego utiliza una combinación de dados de ocho caras para el combate y dados de seis caras para órdenes de comando especiales que permiten a los jugadores realizar acciones adicionales o activar habilidades especiales exclusivas de la facción de su líder. Los jugadores se turnan para activar un modelo a la vez hasta que todos los modelos hayan sido activados. Esto constituye una ronda de juego y los juegos duran cinco rondas. Los equipos se seleccionan de acuerdo con valores de puntos predeterminados, y un equipo de 100 puntos (conocido como equipo de ataque) generalmente consta de entre 5 y 15 modelos.

## Ejércitos
Hay varios ejércitos jugables para Deadzone . Actualmente hay diez facciones diferentes a marzo de 2022.Las siguientes facciones están representadas actualmente en las listas oficiales del ejército: 
- Asterianos
- Ejecutores
- Padres de forja
- GCPS
- Plaga
- Merodeadores
- Laboratorios Mazón
- Sin nombre
- rebeldes
- Veer-Myn

## Juego y expansiones
1ra edición
La primera edición de Deadzone fue producto de una exitosa campaña de Kickstarter de Mantic Games en 2012. Comenzó a enviarse en noviembre de 2013. El set inicial contenía miniaturas, escenarios de plástico duro, libros de reglas, dados, mazos de facciones, fichas y un tapete de juego de neopreno de 2 pies por 2 pies. Las facciones iniciales incluidas en el conjunto inicial fueron los Enforcers y la Plaga. Mantic utilizaría el foro Kickstarter para recaudar dinero para futuras expansiones de Deadzone, todas las cuales fueron financiadas con éxito.
Ampliaciones de la 1.ª edición:
- la expansión Incursion incluía reglas para los Padres de la Forja y los Asterianos, así como reglas para juegos multijugador;
- La expansión Contagion incluía reglas para Plague Zombies y reglas para juegos para un solo jugador. [3]

2da edición
La segunda edición de Deadzone se lanzó en 2016. Se implementaron varios cambios en la segunda edición, con el objetivo, según el diseñador Jake Thornton, de hacer el juego "más rápido, más sangriento y más fácil de aprender".  La Plaga fue reemplazada por los Padres de la Forja como la facción inicial incluida en el conjunto inicial, aunque los Ejecutores permanecieron como la otra facción inicial. El tapete de neopreno fue reemplazado por un tapete de papel, y una versión de neopreno del mapa de juego se vendería por separado como accesorio del juego. Los mazos de facción de la primera edición se eliminaron en favor de los dados de comando, y las fichas recibieron una revisión gráfica y se hicieron más pequeñas.
Ampliaciones de la segunda edición:
- la expansión Nexus Psi incluyó una nueva campaña para la Plaga y opciones de juego en solitario;
- la expansión Infestation agregó la facción Veer-myn, así como nuevas reglas para la organización de la fuerza y un modo de campaña mejorado; [5]
- el suplemento Deadzone: Outbreak (2018) presentó a los Sin Nombre como otra facción;
- Los Protocolos de Contención: Escalada complementan las reglas consolidadas y codificadas de erratas acumuladas durante la vida útil del juego hasta la fecha, además de introducir listas modificadas con costos de puntos ajustados para las facciones que se consideraban de bajo rendimiento en torneos competitivos. También introdujo GCPS y Mazon Labs como facciones adicionales.

3ra edición
La tercera edición del juego estuvo disponible en septiembre de 2021. Al igual que con la primera y segunda ediciones, el set inicial viene con miniaturas, escenarios, libros de reglas, dados, fichas y un tapete de juego de papel de 2 pies por 2 pies. Las facciones iniciales incluidas en el conjunto inicial son GCPS y Veer-Myn. Se ha renovado gráficamente el tapete de juego para representar un entorno más "cyberpunk" o vivido, añadiendo un poco más de color a la paleta de grises de la primera y segunda edición. De manera similar, las piezas de escenografía, si bien reciclaron varios elementos de ediciones anteriores, fueron mejoradas por componentes que contribuyeron al nuevo tema visual "cyberpunk" o "asentamiento de la frontera espacial". La jugabilidad no se modificó radicalmente y el mayor cambio fueron las reglas relacionadas con la línea de visión. La primera y segunda ediciones de Deadzone utilizaron un sistema de línea de visión real que indicaba que si un modelo podía ver a otro modelo, podía dispararle. Esto puso en desventaja a los modelos más grandes, o modelos con grandes poses dinámicas que hacían que partes de su cuerpo sobresalieran y les dieran una gran huella visual en comparación con los modelos con poses más conservadoras. Otro problema con la línea de visión real era que la regla de tiro claro en Deadzone, que confiere una ventaja al tirador si podía ver todo el modelo enemigo, podía eludirse ocultando una parte intrascendente del modelo (como una cola). o un arma que sobresalga) fuera de la vista detrás de un decorado. El jugador podría entonces afirmar que no se podía ver el modelo completo y, por lo tanto, negarle al tirador un tiro claro. En la tercera edición, este problema se aborda utilizando una línea de visión real, pero con una pequeña abstracción. El campo visual que permitía a un modelo disparar a otro ahora estaría limitado a un espacio cilíndrico que se extendería desde la base del modelo hasta su cabeza, permitiendo así que los modelos con poses grandes y dinámicas siguieran siendo viables en el campo de batalla sin desventajas.  Del mismo modo, ya no se podía negar una toma clara ocultando las partes sobresalientes del modelo detrás del escenario. Para fines de orientación, todos los modelos en Deadzone ahora son cilindros, independientemente de la pose y el tamaño del modelo.

## Recepción de la crítica
Deadzone ha tenido una recepción positiva en general, con la primera edición, la segunda edición y la tercera edición con una puntuación de 7,4, 8,2 y 9 sobre 10 respectivamente en el sitio de reseñas de juegos de mesa BoardGameGeek en marzo de 2022. 
La tercera edición de Deadzone ha obtenido críticas positivas en Internet, y la mayoría de los críticos citaron su conjunto de reglas simple, su juego rápido y su facilidad de acceso como sus características más destacadas. PlayerElimination.com afirma que el juego se compara favorablemente con otros juegos de escaramuzas de primer nivel como Gaslands, Marvel Crisis Protocol y X-Wing, y califica el juego como "el secreto mejor guardado de Mantic".  TechRaptor.net afirma que el juego "tiene un conjunto de reglas muy estricto y apto para principiantes".  WarGamer.com está de acuerdo y dice que "contribuye a la facilidad de acceso que se encuentra en el corazón de Deadzone. Es un placer retomarlo y te hará correr por los callejones estrechos y los edificios industriales en ruinas del futuro". al instante."  BigComicPage.com escribe: "DZ es un juego de escaramuzas fantástico, asesino y accesible con una profundidad táctica real y una jugabilidad extraordinaria"  mientras que Nerdly.co declara que el juego "está a parsecs por delante de 40K o Kill Team ". 

## Juegos derivados
Hasta la fecha, Mantic ha producido cuatro juegos dentro de su entorno de ciencia ficción: Deadzone, WarPath (Wargame), Project Pandora: Grim Cargo (agotado) y Dreadball / Dreadball Xtreme . Estos juegos no comparten las mismas reglas o mecánicas de juego, pero sí utilizan la misma variedad de razas de personajes. Warpath, Project Pandora y Deadzone también comparten miniaturas.